# Mario Pinedo
Mario Daniel Pinedo (La Paz, 9 april 1964) is een voormalig Boliviaans voetballer, die speelde als middenvelder.

## Clubcarrière
Pinedo beëindigde zijn actieve loopbaan in 1999 bij de Boliviaanse club Club Deportivo Real Santa Cruz. Daarnaast kwam hij uit voor Oriente Petrolero, The Strongest en Club Blooming.

## Interlandcarrière
Pinedo speelde in totaal 22 interlands voor Bolivia in de periode 1985-1994, en scoorde drie keer voor zijn vaderland. Onder leiding van de Argentijnse bondscoach Carlos Rodríguez maakte hij zijn debuut op 6 februari 1985 in de vriendschappelijke thuiswedstrijd tegen Uruguay in het Estadio Hernando Siles in zijn geboortestad La Paz. Ook Eduardo Villegas en Miguel Ángel Noro maakten in die wedstrijd voor het eerst hun opwachting in de nationale ploeg. Bolivia verloor dat duel met 1-0 door een treffer van Dario Pereira. Met La Verde nam Pinedo onder meer deel aan het WK voetbal 1994 in de Verenigde Staten, waar de ploeg niet verder kwam dan de eerste ronde. Daar kwam hij niet in actie namens de selectie die onder leiding stond van de Bask Xabier Azkargorta.